# Sarcophila guttata
Sarcophila guttata är en tvåvingeart som först beskrevs av Walker 1871.  Sarcophila guttata ingår i släktet Sarcophila och familjen köttflugor.
Artens utbredningsområde är Saudiarabien. Inga underarter finns listade i Catalogue of Life.